# Solitary (Lost)
"Solitary" er det niende afsnit af Lost. Episoden blev instrueret af Greg Yaitanes og skrevet af David Fury. Det blev første gang udsendt 17. november 2004 på ABC.

## Plot
Sayid finder et mystisk kabel, der løber ud af havet og ind i junglen. Sayid ser, at kablet er let skadet, og at der løber små ledninger inden i det. Da han følger det ind i junglen løber         det ned i jorden få hundrede meter fra en kløft med en hængebro over. Mens han følger kablet bliver Sayid fanget i en fælde. En mystisk kvinde skærer ham fri og binder ham til en seng i en bunker. Hun spørger, hvor Alex er, men da Sayid siger, at han ikke ved det, giver hun ham stød med et par batterier og en kabel. Sayid fortæller hende sin historie og om det franske signal. Kvinden afslører sig som Danielle Rousseau, personen, der udsendte nødsignalet. Danielle finder et billede af en kvinde blandt Sayids ejendele, og han identificerer hende som Nadia.
I et flashback, torturerer Sayid en fange, der ikke vil besvare hans spørgsmål. Da han går udenfor genkender han en ny fange. Han bliver derefter instrueret i en torturere hende indtil hun besvarer hans spørgsmål. Sayid opdager at kvinden er Nadia, en barndomsven. Hun afslører, at hun er blevet tortureret før, og at intet, Sayid kan gøre, vil få hende til at tale.
Ved lejren er alle stressede. Locke og hans nye jagtmakker, Ethan Rom, giver noget nyligt fundet bagage til Hurley. Han kigger igennem det og finder et par golfkøller. Den næste morgen bygger Hurley en golfbane for at forbedre de overlevendes moral.
Danielle spørger Sayid om Nadia, og han siger, at hun er død på grund af ham. Danielle viser Sayid en ødelagt musikboks, og han fortæller hende, at han vil reparere den. Hun giver Sayid noget beroligende og flytter ham. Danielle fortæller Sayid, at hun var del af et forskningshold, og at de forliste på øen omkring tre dage fra Tahiti. Hun identificerer The Others som bærere af en sygdom som hendes medforskere fik, og hun siger, at The Others hvisker i junglen. Sayid tror hende ikke, og fortsætter med at reparere boksen. Da han er færdig beder han om at få lov til at gå. De hører et hyl udenfor, og Danielle forfølger det, idet hun efterlader Sayid alene.
I et flashback beder Sayids overordnede ham om at henrette Nadia. Han giver hende håndjern på og putter en hætte over hovedet på hende. Da de er alene befrier han hende, og fortæller hende, hvordan hun kan komme ud. Hans overordnede finder dem og prøver at dræbe dem begge, men Sayid skyder ham til døde. Nadia tror, at Sayid vil flygte med hende, men i stedet skyder han sig selv i benet og beder hende om at gå, da forstærkninger kommer til. Det ser ud, som om Nadia skød Sayid og den anden officer for at flygte.
Sayid flygter fra Rousseaus bunker mens hun er væk, og tager en riffel og nogle noter om øen med. Danielle finder ham, og de har en duel. Han affyrer riflen, men der sker ikke noget. Danielle siger, at hun har fjernet en vital del af geværet, og at Robert, hendes afdøde mand, gjorde den samme fejltagelse før hun dræbte ham. Hun afslører så, at det var hende, der dræbte hendes hold med det motiv at stoppe sygdommen i at nå verden udenfor. Sayid overtaler Danielle til at lade ham gå. Før han går spørger Sayid om Alex. Danielle siger, at Alex var hendes barn. Da Sayid prøver at finde tilbage til lejren, hører han den hvisken, Danielle fortalte om.